# Nicolea minima
Nicolea minima är en ringmaskart som beskrevs av Hartmann-Schröder 1984. Nicolea minima ingår i släktet Nicolea och familjen Terebellidae. Inga underarter finns listade i Catalogue of Life.